# Kamjanka-Dniprovska
Kamjanka-Dniprovska (ukrainsk: Ка́м'янка-Дніпро́вська, ukrainsk udtale: [ˈkɑmjɐnkɐ d⁽ʲ⁾n⁽ʲ⁾iˈprɔu̯sʲkɐ]}; russisk: Каменка-Днепровская}) er en by i Zaporizjzja oblast, Ukraine. Den fungerede som administrativt centrum for Kamjansko-Dniprovskyj rajon, indtil denne blev en del af Vasylivka rajon i 2020. Byen har 12.117 (2022) indbyggere.
Den ligger på den sydlige bred af en vestgående del af floden Dnepr. På den nordlige bred ligger byen Nikopol. Ca. 15 km mod øst ligger kraftværket i Enerhodar. Floden er nu en del af Kakhovskereservoiret. Landskabet i området er fladt og steppeagtigt.

## Historie
I 1701 byggede Rusland et fort her ved navn Kammeny Zaton ("Stenet bagvand"). Det var i samspil med kosakkerne på den nordlige side af floden.
Kamjanka-Dniprovska har haft byrettigheder siden 1957..
- I 1972 var der 16.900 indbyggere.[2]
- I januar 1989 var indbyggertallet 17.906.[4][3]
- I januar 2013 var befolkningstallet 13.495.[5].

Byen er hjemsted for Kamjanka-Dniprovska områdets historiske og arkæologiske museum. En arkæologisk udgravning i nærheden af byen tyder på, at den en gang var hovedstad i det antikke Skythiske kongerige[kilde mangler]}

## Galleri
- Palæ i Kamjanka-Dniprovska
- De faldne heltes gade
- Bibliotek